# Tekken Chinmi
Tekken Chinmi (鉄拳チンミ, lit. Chinmi le poing de fer) est une série de mangas en 35 volumes, créée par Takeshi Maekawa (前川 たけし, Maekawa Takeshi). Seuls les 12 premiers volumes ont été édités en France par J'ai lu.
Le manga a remporté le Prix du manga Kōdansha dans la catégorie Shōnen en 1987.

## Synopsis
Alors que le jeune Chinmi aidait sa sœur au restaurant en fabriquant des baguettes en bois de façon bien particulière (c'est-à-dire qu'il coupait une bûche avec le tranchant de sa main), un vieux moine ayant un penchant pour l'alcool l'interpelle. Il se présente comme un envoyé du temple Daïlin qui parcourt le pays à la recherche du génie du kung-fu et semble persuadé que le jeune Chinmi est celui-ci. Il va alors rapidement le convaincre de le suivre au temple Daïlin où son apprentissage du kung-fu va pouvoir commencer.
Arrivé au temple, la bonne humeur et l'entrain de Chinmi vont métamorphoser l'ambiance trop studieuse des moines apprentis, et Chinmi va rapidement devenir la star du temple, grâce à sa gentillesse, mais surtout grâce à son talent. Pour améliorer ses compétences, les moines vont l'obliger à rencontrer bon nombre de grands maîtres du kung-fu. Certains lui apprendront à manier le bâton, les uns à voir avec son cœur, les autres vont lui forger l'esprit. Il va ainsi évoluer dans cet art martial jusqu'à en devenir le meilleur.

## Personnages
Chinmi (チンミ)
Le protagoniste principal de ce manga, un artiste martial très talentueux, qui recevra une formation en arts martiaux du temple Dairin et de divers autres maîtres en cours de route. Chinmi risque sa vie à d'innombrables reprises pour défendre les autres. Sa technique favorite est le Tsuuhaiken qu'il utilise dans diverses situations au cours de ses voyages. Chinimi est connu pour avoir un cœur pur, non corrompu par la cupidité.

Goku (悟空)
Singe de compagnie de Chinimi et meilleur ami depuis sa plus tendre enfance, nommé d'après le roi des singes Sun Wukong. Goku accompagne cosntamment Chinimi dans ses aventures, intervenant  souvent au bon moment pour lui sauver la vie. Goku est très adroit et intelligent. Chinimi et lui ont   développé leur propre style d'arts martiaux, le "poing du singe".
Mei Lin (美琳)
La sœur de Chinmi qui possède un petit restaurant dans sa ville natale. Chinmi l'aide d'abord à gérer le restaurant jusqu'à ce qu'il se rende au temple de Dairin.

## Tomes (Parus en France)
1. Kung-Fu boy Chinmi
2. L'entraînement dans la montagne
3. Ryûkaï l'homme de fer
4. Le kung-fu des ténèbres
5. Le clan des flammes noires
6. Zanguy, le barbare
7. Riki, le maître aveugle
8. Shi-fuan, le génie du bâton
9. Chinmi, suis ta voie
10. Le kung-fu magique de yôsen
11. L'adversaire aux yeux bleus
12. La puissance du Tsûhaï-ken
13. ... (Le reste n'a jamais été publié en france depuis la fermeture de la branche manga de l'édition "J'ai lu" en 2006.)